# Comuna Bronîțea, Kamin-Kașîrskîi
Bronîțea (în ucraineană Брониця) este o comună în raionul Kamin-Kașîrskîi, regiunea Volînia, Ucraina, formată din satele Bronîțea (reședința) și Krîmne.

## Demografie
Componența lingvistică a satului Bronîțea
     Ucraineană (99,81%)
     Alte limbi (0,19%)
Conform recensământului din 2001, majoritatea populației satului Bronîțea era vorbitoare de ucraineană (99,81%), existând în minoritate și vorbitori de alte limbi.